# Batalha de Quatro Lagos
A Batalha dos Quatro Lagos ("Battle of Four Lakes"), foi uma batalha durante a Guerra de Coeur d'Alene de 1858 no Território de Washington (agora os estados de Washington e Idaho) nos Estados Unidos. A "Guerra Coeur d'Alene" foi parte da Guerra Yakima, que começou em 1855.
A Batalha dos Quatro Lagos foi travada perto dos atuais Four Lakes, Washington, entre elementos do Exército dos Estados Unidos e uma coalizão de tribos nativas americanas consistindo de Schitsu'umsh (Coeur d'Alene), guerreiros Palouse, Spokan e Yakama.

## Antecedentes
Embora suas terras fossem protegidas por tratado, os Schitsu'umsh ficaram indignados com os mineiros e colonos brancos ilegais que invadiram seu território. Eles também perceberam a Mullan Road, cuja construção havia acabado de começar perto de Fort Dalles, como um precursor de uma apropriação de terras pelos Estados Unidos. Dois mineiros brancos foram mortos e o Exército dos EUA decidiu retaliar.
A Guerra Coeur d'Alene (a última parte da guerra Yakima maior) começou com a Batalha de Pine Creek (perto da atual Rosalia, Washington) em 17 de maio de 1858, durante a qual uma coluna de 164 infantaria do Exército dos EUA e a cavalaria sob o comando do brevet Tenente Coronel Edward Steptoe foi derrotada por um grupo composto principalmente de guerreiros Cayuse, Schitsu'umsh, Spokan e Yakama.
Após a derrota de Steptoe, o coronel George Wright, comandante de Fort Dalles, liderou uma unidade muito maior de 500 soldados do Exército, 200 tropeiros civis e 30 batedores Niimíipu (ou Nez Perce) para o próximo Fort Walla Walla e depois ao norte para as planícies Spokane (perto atual Spokane, Washington). As tropas de Wright estavam armadas com o novo rifle-mosquete Springfield Modelo 1855.
Estes tinham um alcance de 1.000 jardas (910 m), mais de 20 vezes o alcance dos canhões desatualizados de Steptoe. Eles também tinham cinco vezes o alcance das armas (arco e flecha e mosquete) usadas pelos nativos americanos. Os homens de Wright também carregavam dois obuseiros de 12 libras (5,4 kg) e dois canhões de 6 libras (2,7 kg).

## Batalha
Em 1 de setembro de 1858, os homens de Wright acordaram ao amanhecer para descobrir um grande grupo de índios no topo de uma crista de tendência leste-oeste a cerca de 2 milhas (3,2 km) ao norte-noroeste do acampamento de Wright que conectava Meadow Lake a leste e Granite Lake / Willow Lago no oeste. Os nativos americanos, que somavam cerca de 500 no total, planejavam atrair a cavalaria de Wright sobre o cume e para as planícies além, onde suas montarias mais rápidas e cavalaria superior permitiriam que eles eliminassem os soldados montados.
Isso deixaria a infantaria de Wright presa, incapaz de reabastecimento e, portanto, uma presa fácil. O chefe Kamiakin ocupou o centro com Palus e Yakama. À esquerda indiana estavam o sobrinho de Kamiakin, Qualchan, com Yakamas adicionais, e Stellam, um chefe dos Schitsu'umsh, com guerreiros de sua tribo. À direita estavam o chefe Spokan Polatkin e membros de sua tribo.
Wright atacou com um grupo de 30 Niimíipu liderados pelo 1º Ten John Mullan, que varreu muito para a direita e depois para trás do cume, forçando os índios no topo a se retirarem. Wright, então, enviou sua infantaria para cima e por cima do cume. A linha de infantaria parou a 600 jardas (550 m) das forças nativas americanas, que (com base em sua experiência anterior com Steptoe) acreditavam estar em segurança fora do alcance. A infantaria abriu fogo, matando vários nativos americanos e espalhando a maioria deles. Em seguida, o cavaleiro de Wright acelerou ao redor do cume à esquerda, dirigindo-se à principal força nativa americana, espalhando mais deles e dirigindo muitos para a floresta à direita de Wright. A artilharia de Wright, levada até o cume, disparou contra as árvores.
A batalha durou até as 14h Nenhum pessoal do Exército foi perdido, enquanto as baixas dos índios americanos totalizaram 17 a 20 mortos e várias vezes esse número feridos. Embora a cavalaria de Wright perseguisse os índios, suas montarias mais lentas, carregadas com muito mais equipamento, logo se cansaram e o Exército não pôde continuar a perseguição.
Kamiakin contava com outra derrota do Exército para reunir mais tribos e guerreiros em sua causa e ampliar amplamente sua aliança. A derrota em Quatro Lagos significou que nenhum aliado emergiu, efetivamente terminando o levante (embora mais uma batalha ainda faltasse).